# Insula Óbuda
Insula Óbuda (Insula Vechii Buda, în maghiară Óbudai-sziget) sau Insula Hajógyári (Insula Șantierului Naval, din cauza șantierului naval care a existat odată acolo) este cea mai mare insulă dunăreană din Budapesta. Situată în Sectorul III, ea este o populară zonă de agrement pe tot parcursul anului. Aici se organizează în fiecare august Festivalul Internațional de muzică Sziget.

## Localizare
Insula Óbuda a fost formată din resturile transportate de Dunăre. Ea a fost inițial un recif format din două depuneri de aluviuni învecinate. Coasta Óbuda se află pe cursul fluviului între kilometrii 1651 și 1654. Ea are o suprafață de 108 hectare, o lungime de 2750 de metri și o lățime maximă de 500 de metri, care este direct în conformitate cu 1653 kilometru de râul marker. Insula Óbuda este separată de mal printr-un braț al Dunării cu lățimea de 70-80 de metri. Nu departe de capătul nordic al podului de cale ferată Újpest, capătul sudic al Podului Árpád leagă Buda și Pesta.

## Istoric

### Perioada timpurie
Inițial cunoscută sub numele de Aquincum, insula a fost prin anul 89 locul unde se afla o legiune romană de 6.000 de soldați. În jurul fortăreței s-a dezvoltat un oraș care a devenit capitala provinciei romane Pannonia Inferior în 106. Până la sfârșitul secolului al II-lea, populația a ajuns la 40.000 de persoane. Romanii au abandonat acest loc după anul 409. O mie de ani mai târziu, în timpul regelui Matei Corvin, aici a fost o pădure de vânătoare, deși rămăseseră mai multe ruine romane (și pot fi văzute încă acolo). În secolul al XVII-lea, dreptul de proprietate a fost transmis familiei Zichy.

### Secolul al XIX-lea

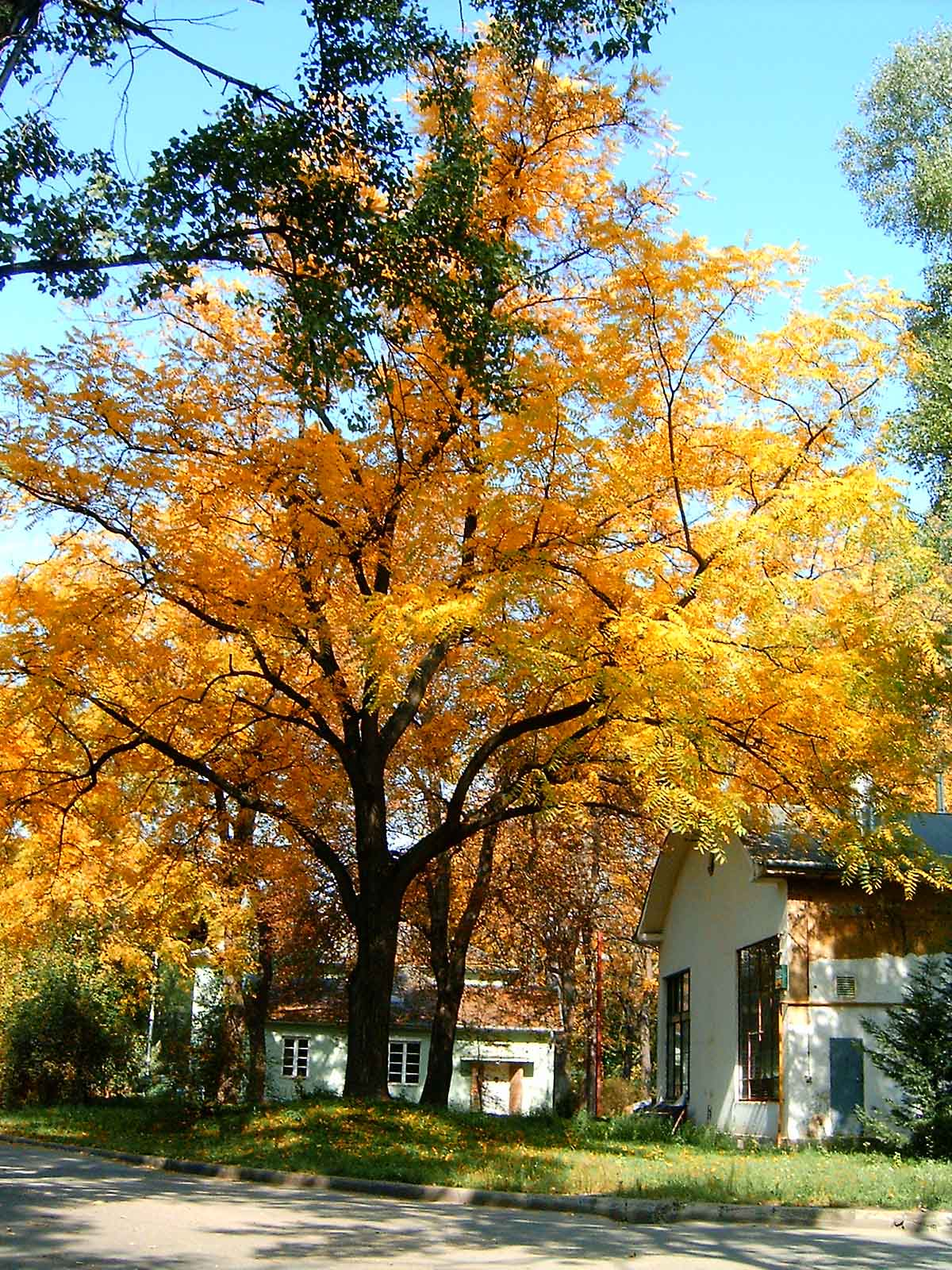
Arbore de pe insula Óbuda

Importanța sa a crescut din nou în secolul al XIX-lea, când contele István Széchenyi a înființat Șantierul Naval Óbuda. Prima navă cu aburi a fost lansată în anul 1836 și a fost numită Árpád. Zidurile romane au fost descoperite pentru prima dată în 1836, atunci când draga Otter Bay a adâncit fundul șantierului naval.
O suprafață de 28 de hectare (69 de acri) a insulei a fost ocupată de șantier. Restul insulei a fost folosit în scopuri agricole. Pentru o lungă perioadă de timp, accesul pe insulă se făcea doar cu feribotul. Un pod pietonal a fost construit mai târziu, iar primul pod permanent a fost construit în 1858.

### Secolul al XX-lea
În jurul anului 1900 Óbuda a fost numită „Insula Mare”. Ea a primit porecla Insula Șantierului Naval deoarece  aici s-a aflat capătul sudic al Șantierului Naval Óbuda. Activitatea industrială s-a încheiat și a fost mutată în alte zone. Portul insulei este operat de către Yacht Club din Ungaria. Fosta zonă a șantierului naval a fost găsită în locul unde se afla palatul guvernatorului roman de la așezarea Aquincum a lui Hadrian, care a fost descoperită și lăsată în conservare.
Ferme de cultivare a morcovilor au existat încă acolo până în anii 1960. În 1967 a fost construit actualul pod din beton armat. În 1973, cu ocazia aniversării centenarului unirii orașelor Óbuda, Pesta și Buda, a fost amenajat „Parcul 9 Mai”, care a necesitat utilizarea a 18.000 m³ de sol. Parcul conținea multe locuri de joacă, care au ars în 1999 și au fost înlocuite în 2004. Cele șase terenuri de tenis sunt în prezent într-o stare de degradare.

## Prezent
Insula găzduiește anual Festivalul Sziget , care a făcut ca insula să dobândească o faimă internațională. După căderea guvernului comunist, nu au mai fost organizate tabere pentru muzicieni, prin urmare a fost propusă organizarea unui festival de muzica ca o modalitate de a elimina acest gol. Festivalul a fost inițiat în anul 1993, fiind numit mai întâi Diáksziget (Insula studenților) și organizat de către Károly Gerenday și Péter Müller Sziámi . Acest prim eveniment a fost organizat de către fanii entuziaști ai muzicii în timpul lor liber și a depășit bugetul, recuperarea pierderilor durând până în 1997. În perioada 1996-2001 el a fost sponsorizat de Pepsi și redenumit Pepsi Sziget. A fost numit Sziget Fesztivál („Festivalul de pe insulă”) din anul 2002.

## Viitor
Recent, a început construirea pe insulă a unui masiv complex hotelier și de recreere de 400 de miliarde de  forinți (1,5 miliarde de euro). Complexul este dezvoltat de un consorțiu internațional începând din 2012 și va fi cel mai mare de acest fel din Europa. Noul complex va cuprinde un centru de conferințe, care poate găzdui 3.500 de persoane; trei hoteluri de cinci stele și patru hoteluri de apartamente; un cazinou spațios în stil american care oferă mai multe tipuri diferite de jocuri; și un complex de agrement, inclusiv o piscină. Zona construită a complexului va fi de 32.000 m², ceea ce reprezintă 10% din suprafața totală a insulei.